# Parázsmoha
A parázsmoha (Ceratodon purpureus) egy akrokarp (csúcstermő) lombosmoha faj a Ceratodon nemzetségből. Latin nevének jelentése: a görög 'ceraton' = szarv és 'odon' = fog szavakból tevődik össze, ami a spóratok szárazon ívelt alakja miatt kapta a nemzetség és a faj is. A parázsmoha elnevezés a spóratartó nyél (seta) illetve a gyep pirosas színe miatt kapta a faj.

## Jellemzői
A parázsmoha magassága elérheti a 2–3 cm-t is, mivel évelő növény így minden évben képes 2,8 mm-t is növekedni. Nagyon árnyékos helyen azonban akár 4,5 cm magas is lehet. A szár felálló, gyakran elágazó. A levelek igen lándzsa alakúak széles alappal, szárazon erősen összecsavarodnak, a levélcsúcson apró fogacskák figyelhetőek meg mikroszkóp alatt. A levélszél végig begöngyölt. A levélsejtek sima felszínűek. A sejtek alakja négyszögletes, csak a levelek alapjánál hosszúkás téglalap alakúak. A levélér erőteljes, a csúcsban végződik. A spóratok nyele (seta) fiatalon sárgás, majd éretten vöröses színű. A spóratok enyhén hajlott, éretten és szárazon erősen barázdált, és a nyaka ún. golyvás: kidudorodás található a toknyél és a tok találkozásánál. 16 peristomium foga van, melyek két részre hasadnak. A tokfedő kúpos, calyptra sapka alakú. Kétlaki növény.

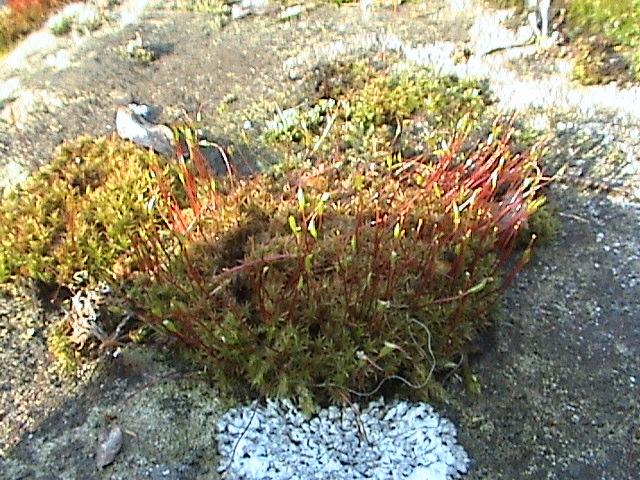
Habituskép
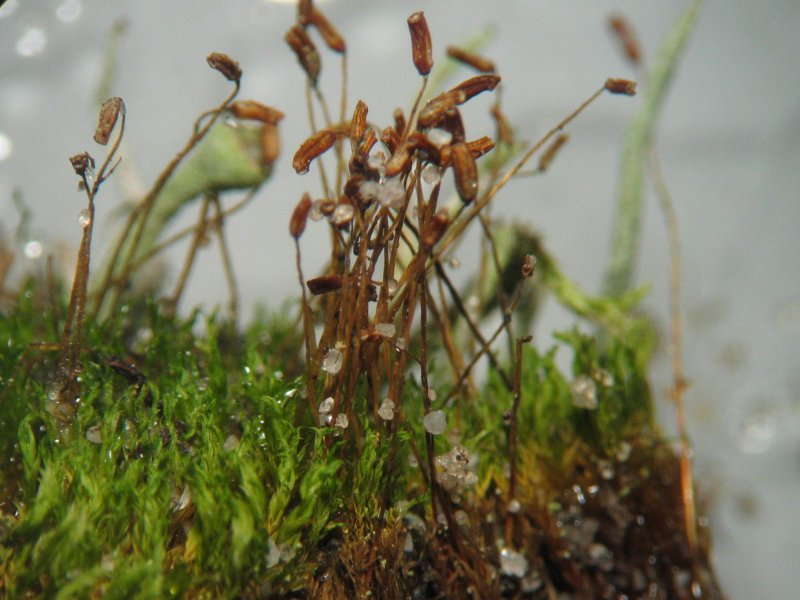
Sporofiton
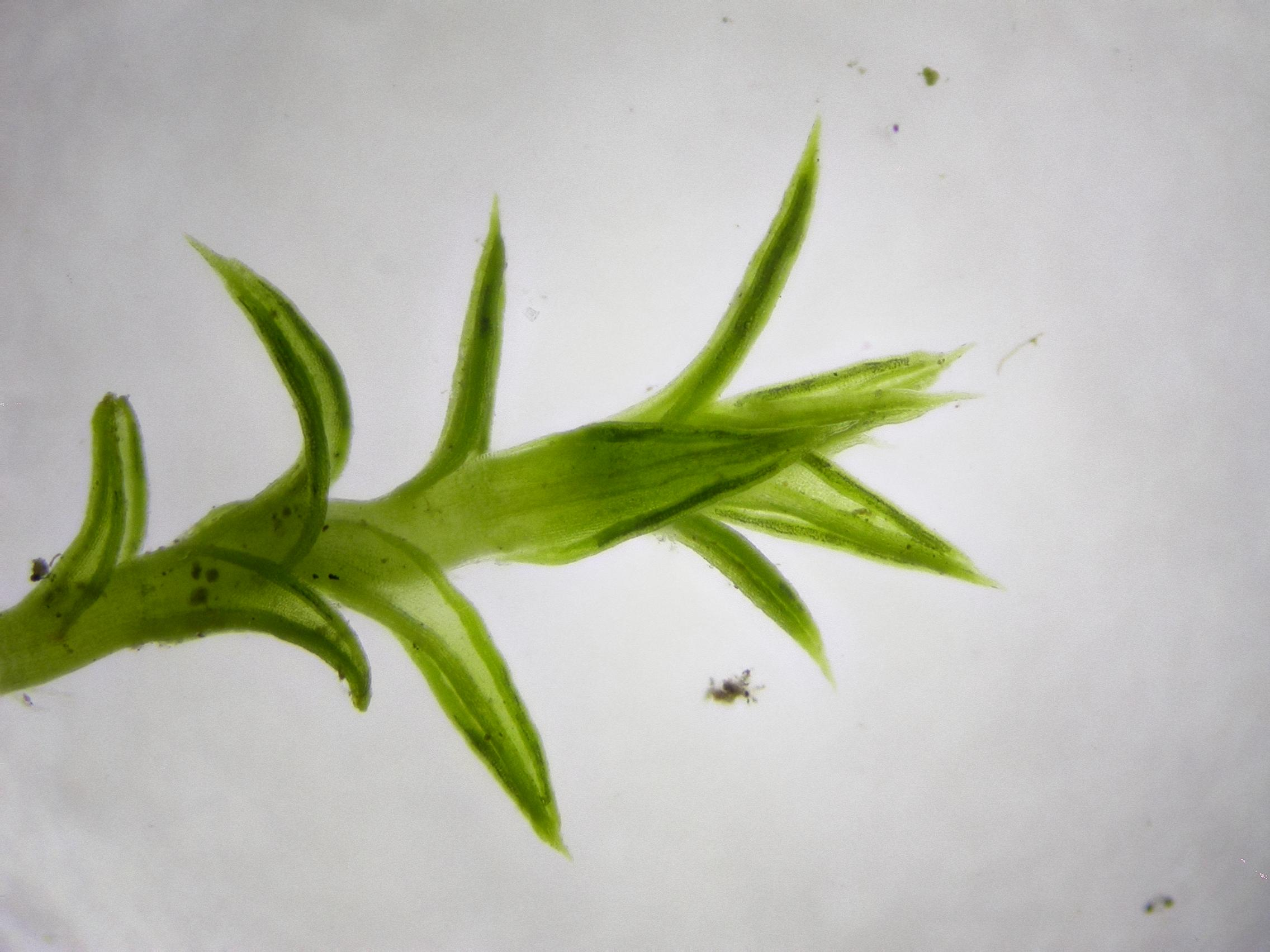
A levelek széle begöngyölt
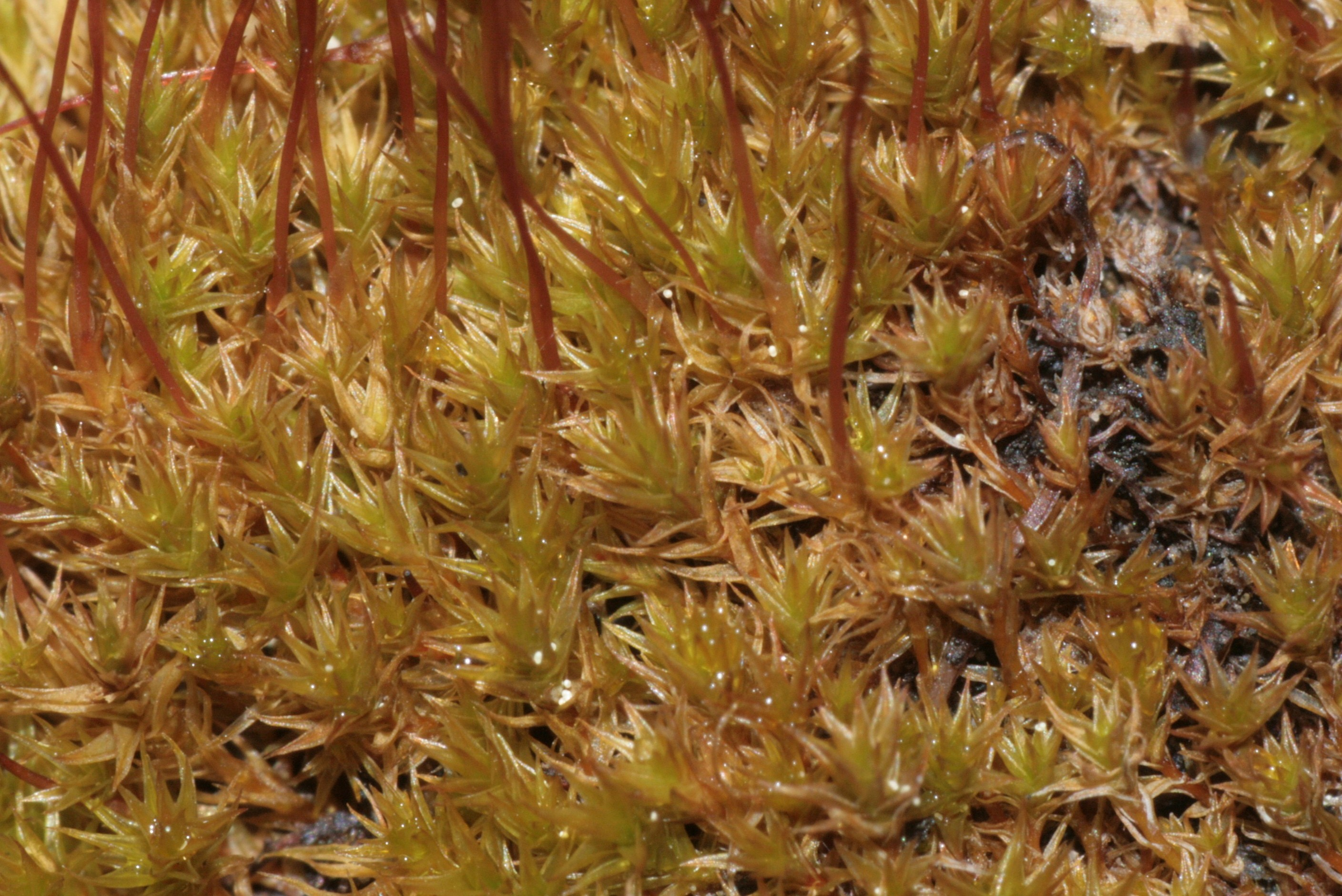
Spóratok, levelek
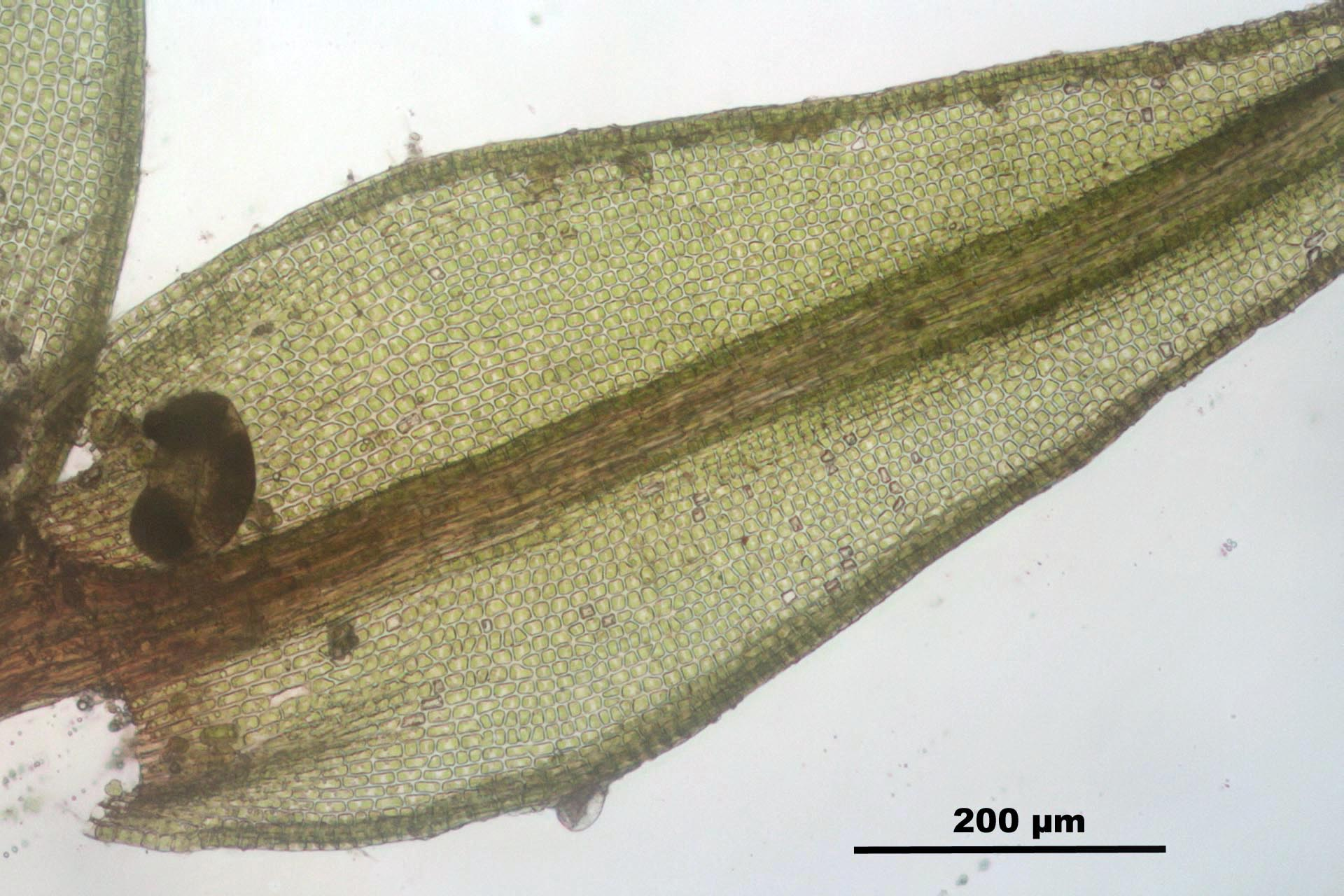
Levél sejtek négyszögletesek, csak a levél tövén hosszúkásak

## Szaporodása
A parázsmoha, a mohára jellemző tipikus nemzedék váltakozással szaporodik. A haploid spórák a szél segítségével messzire képesek eljutni, majd a spórákból ún. protonéma (előtelep) alakul ki és abból fejlődik ki a gametofiton. Az ivarszervek a gametofitonon alakulnak ki majd pedig az ivarsejtek találkozása után létrejön a diploid spoprofiton (spóratok és a toknyél). A sporofitonban történik a meiózis és a haploid spórák itt jönnek létre. A spórák akár 16 évig is képesek megtartani csíraképességüket száraz körülmények között.

## Élőhelye, elterjedése
A parázsmoha kozmopolita mohafaj, az egész világon elterjedt – csak a nagyon hideg, sarkköri régióban nem él meg. Európában nagyon gyakori. Tömegesen fordul elő zavart, ruderális élőhelyeken (útszél, szeméttelep, tűzrakóhely). Elsősorban talajon él, de megtalálható köveken, betonon és tetőkön is. A napsütötte, száraz körülményeket jól viseli, és a környezeti szennyezést is eltűri. Magyarországon is nagyon gyakori, nem veszélyeztetett mohafaj.

## Fordítás
Ez a szócikk részben vagy egészben  a   Purpurstieliges_Hornzahnmoos című német Wikipédia-szócikk ezen változatának fordításán alapul.  Az eredeti cikk szerkesztőit annak laptörténete sorolja fel. Ez a jelzés csupán a megfogalmazás eredetét és a szerzői jogokat jelzi, nem szolgál a cikkben szereplő információk forrásmegjelöléseként.